# Limassol
Limassol (görögül Lemeszósz (Λεμεσός), törökül Limasol) Ciprus legnagyobb városa és a Limassol közigazgatási kerület központja.

## Fekvése
A város a sziget déli oldalán, az Akrotiri öbölben fekszik. Délről a Földközi-tenger északról a Tróodosz-hegység határolja.
Bár a főváros, Nicosia 80 kilométerre északkeletre, az ország legfontosabb nemzetközi repülőtere pedig 70 kilométerre keletre, Lárnakában található, Limassol tengerparti elhelyezkedése és Nicosiához fogható nagysága miatt kiemelkedő szerepet játszik Ciprus életében.
A várostól nyugatra található a Brit Királyi Légierő Akrotiri Légibázisa.

## Éghajlata
| Hónap | Jan. | Feb. | Már. | Ápr. | Máj. | Jún. | Júl. | Aug. | Szep. | Okt. | Nov. | Dec. | Év   |
| --- | ---- | ---- | ---- | ---- | ---- | ---- | ---- | ---- | ----- | ---- | ---- | ---- | ---- |
| Átlagos max. hőmérséklet (°C) | 21,2 | 22,0 | 25,0 | 30,0 | 33,7 | 35,5 | 36,7 | 36,7 | 35,2  | 33,2 | 28,5 | 22,7 | 30,1 |
| Átlagos min. hőmérséklet (°C) | 4,4  | 3,6  | 6,2  | 8,8  | 12,9 | 16,7 | 20,2 | 20,4 | 17,8  | 13,4 | 8,5  | 5,6  | 11,6 |
| Átl. csapadékmennyiség (mm) | 87   | 67   | 36   | 18   | 5    | 1    | 0    | 0    | 3     | 13   | 78   | 100  | 408  |
| Forrás: A ciprusi állami meteorológiai szolgálat statisztikája Limassolról (1991-2005), (görög és angol, hozzáférés: 2013. január 17.) |      |      |      |      |      |      |      |      |       |      |      |      |      |

## Története
A település helyén már valószínűleg Krisztus előtt 2000 évvel is éltek emberek, amint erre a feltárt sírok utalnak. A mai Limassolt megelőzően a területen álltak Amathusz és Kurion városállamok. A település megalapításáról nem szólnak a középkori források. Feltételezhető, hogy a Neapolisként illetve – Bíborbanszületett Kónsztantinosz császár műveiben ez – Nemesosként említett települések is itt álltak.
Története részletesebben 1191-től ismert, amikor a bizánci uralomnak véget vetve Oroszlánszívű Richárd foglalta el.
Richárd a Szentföldre utazott, a harmadik keresztes hadjárat egyik vezetőjeként, amikor flottáját 1191 áprilisában egy vihar szétszórta. Három hajója Ciprus közelébe sodródott, és kettő hajtörést szenvedett, míg a harmadik, amelyen a király jegyese Navarrai Berengária és a király húga Johanna Szicília királynéja is tartózkodott sikeresen lehorgonyzott Limassol közelében. A sziget ura, Komnénosz Izsák azonban ellenségesen fogadta és vélhetően megpróbálta csapdába csalva túszul ejteni a nyugati hölgyeket. Richárd flottájának több hajójával, egy héttel később érkezett Limassolhoz, és az eseményekről értesülve seregével azonnal felvonult a város elfoglalására, amit harc nélkül – és az Izsákot gyűlölő helyiek rokonszenvétől kísérve – be is vett, míg a közeli Amathuszt elpusztította. Richárd és Berengária 1191. május 12-én Limassolban házasságot kötött, majd az angol uralkodó az egész szigetet elfoglalta. A következő évben Ciprust a király eladta a templomosoknak, akik a szigeten szerették volna berendezni rendjük központját. A szigetért kifizetett összeget a lovagok magas adók kivetésével próbálták pótolni, ami felkeléshez vezetett. Richard közreműködésével a szigetre új uralkodó érkezett: Guidó jeruzsálemi király és ezzel kezdetét vette a Lusignan család, frank uralma a szigeten.

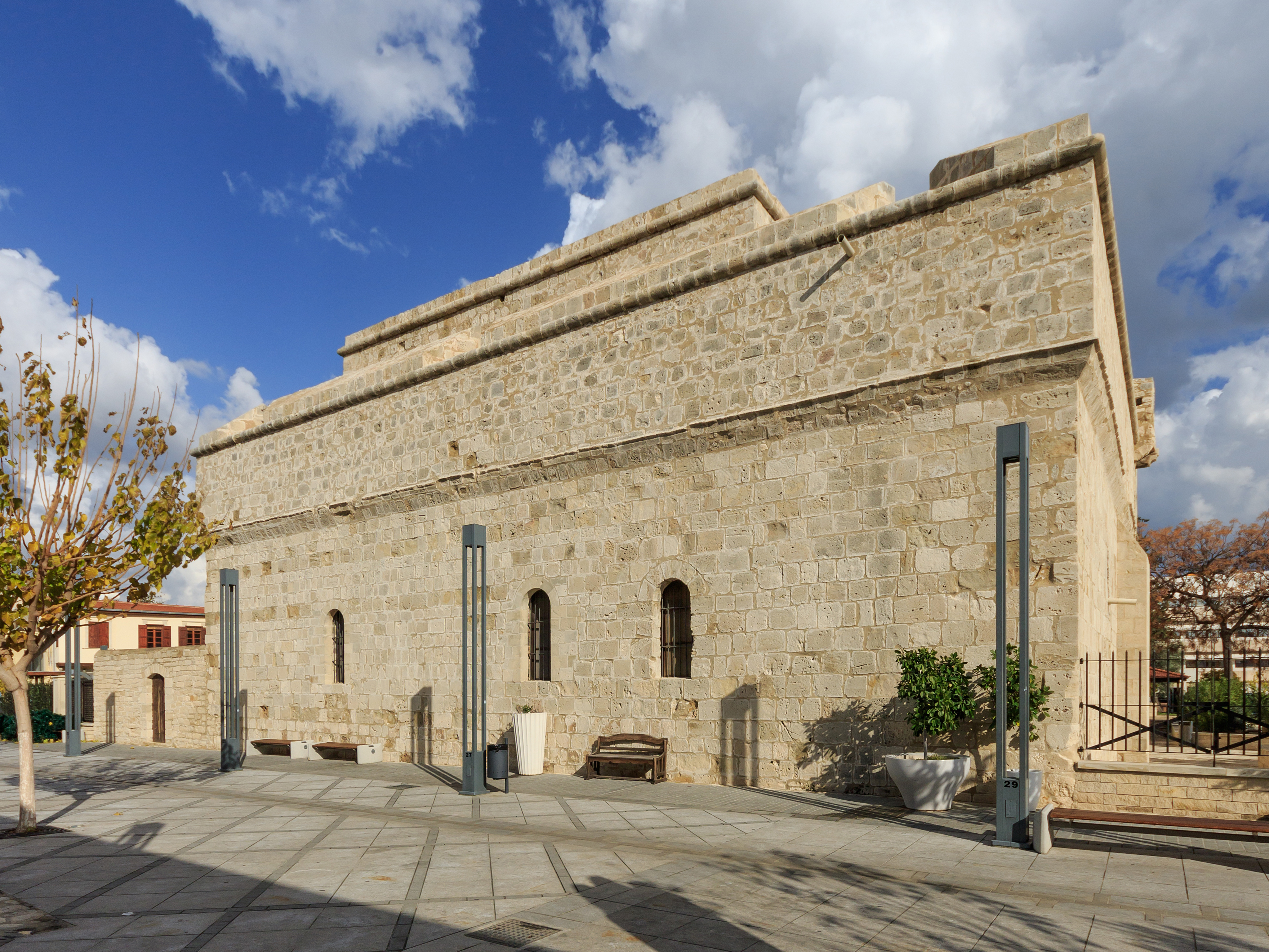
Limassol középkori vára - ma múzeum

A következő évszázadok során Ciprus frank majd velencei befolyás alatt állt és folyamatosan a földközi-tengeri hódítók támadásainak volt kitéve. Noha Limassol városát is feldúlták, illetve birtokolták például a germánok, a genovaiak, az arabok, a város a következő három évszázadban jelentős fejlődésen ment keresztül. A szigeten latin püspökök szolgáltak, katonai alakulatok telepedtek meg és kolostorok épültek. A Cipruson és főleg Limassolban megtelepedő kereskedők tevékenysége nyomán javult a helyi lakosság életszínvonala. A település kikötője fontos kereskedelmi és szállítmányozási központtá vált – és ez nagymértékű pénzügyi és kulturális fellendülést is magával hozott.
1228-ban II. Frigyes német-római császár Ciprus hűbérura Limassolon keresztül érkezett a szigetre, hogy biztosítsa fennhatóságát Cipruson és a Jeruzsálemi Királyságban. A császár jelentősen beavatkozott Ciprus ügyeibe, megkísérelte kiszorítani az ifjú I. Henrik ciprusi király helyett a hatalmat gyakorló Ibelin családot a hatalomból, ami – miután a császár 1229-ben visszautazott nyugatra – polgárháborúhoz vezetett. A később a szigetre küldött csapatait legyőzték, és a sziget ismét a Lusignanok ellenőrzése alá került.
A Lusignan uralom akkor ért véget, amikor I. Katalin ciprusi királynő kénytelen volt átengedni a trónt a Velencei Köztársaságnak. A velenceiek Ciprusra csak adó és nyersanyagforrásként tekintettek, nem fejlesztették az államot, a lakosságra bevételeik egyharmadát kitevő adót vetettek ki és 1539-ben Limassol várát is lerombolták.
1570 júliusában - kevesebb mint egy évvel a sziget megtámadása után - Limassol is az Oszmán Birodalom fennhatósága alá került. Ellenállásra nem került sor, de a törökök feldúlták és felégették a várost. A török fennhatóság alatt a város ortodox jellege ismét megerősödött, a korábbi központi latin vallásgyakorlat helyett az ortodox kereszténység, illetve a muzulmán kisebbség visszanyerte jogait. Az egyház szerepének megerősödésében szerepet játszott, a török fennhatósággal szemben játszott megtartó ereje. A 19. század során a városban több iskola is létesült: 1819-ben a Görög Iskola, 1841-ben az első közoktatási intézmény és 1861-ben a Leányiskola.
1878-tól a függetlenség 1960-as kivívásáig a sziget brit fennhatóság alatt állt, ami Limassol számára újra a fejlődés lehetőségét jelentette: fejlődésnek indult a város közúthálózata, közvilágítása, és kikötői, új dokkok épültek, postahivatal és kórház kezdte meg működését, fellendült a város kulturális és sportélete. (A fejlődésben fontos szerepe volt a város első brit kormányzójának, Warren ezredesnek.) A fejlődés robbanásszerű népességnövekedéssel járt: a városnak 1881-ben 6 131 lakója volt, 1960-ban pedig már 43 593 (37 478 görög és 6 .115 török ciprióta).
1975-ben a város török ciprióta lakossága az északi török invázió és az etnikai feszültség miatt északra menekült. Ezzel egy időben körülbelül 45 000 görög ciprióta menekült érkezett az északi országrészből és telepedett le a városban. A sziget legfontosabb kikötőjének, és egyik legfontosabb turisztikai központjának Famagustának török megszállása után szerepét Limassol vette át: a város gyors fejlődésnek indult: luxushotelek, szórakozóhelyek, éttermek települtek be és Limassol ismét fontos kereskedelmi központtá vált.

## Gazdaság

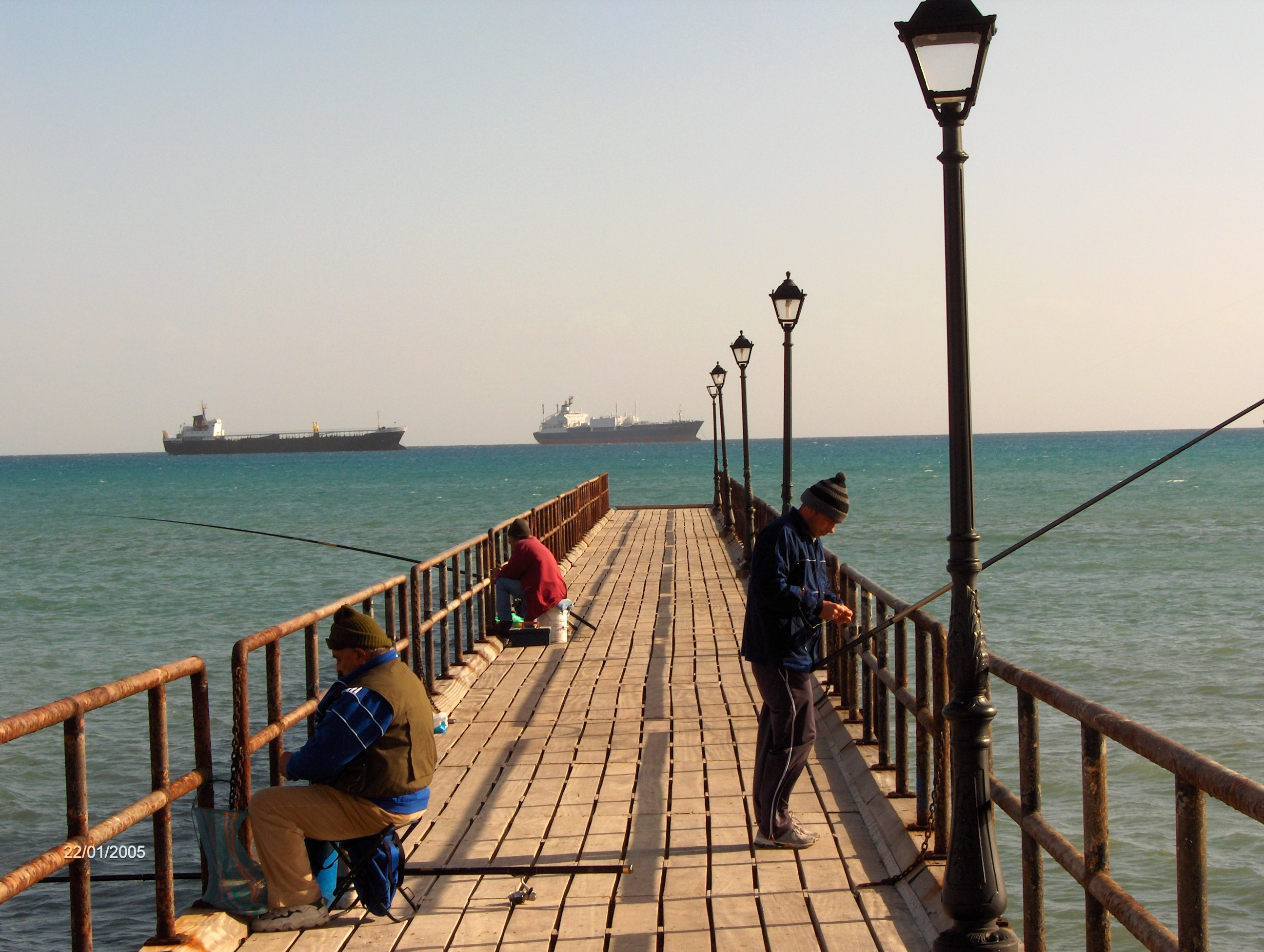
Limassoli horgászok - háttérben a kikötőbe tartó tengerjárókkal

A sziget északi részének és azzal együtt legfontosabb kikötőjének, Famagustának 1974-es török katonai megszállása óta Limassol a sziget legfontosabb kikötővárosa. A városban két kikötő üzemel, a kisebb hajók befogadására alkalmas öreg kikötő, illetve a nagy kapacitású új kikötő. Ciprus stratégiai pozíciót foglal el a Földközi-tengeren: Európa egyik fontos tengeri kapuja, a Közel-Keletre, Ázsiába és Afrikába tartó kereskedelmi utak találkozási pontja. A limassoli kikötő kapacitásproblémákkal küzd. Ezt egyrészt a ciprusi béketárgyalások oldhatnák meg a sziget újraegyesítésével és a famagustai kikötő újraindításával, másrészt a kikötő bővítése, amire európai uniós projekt keretében 2015-ig sor kerül..

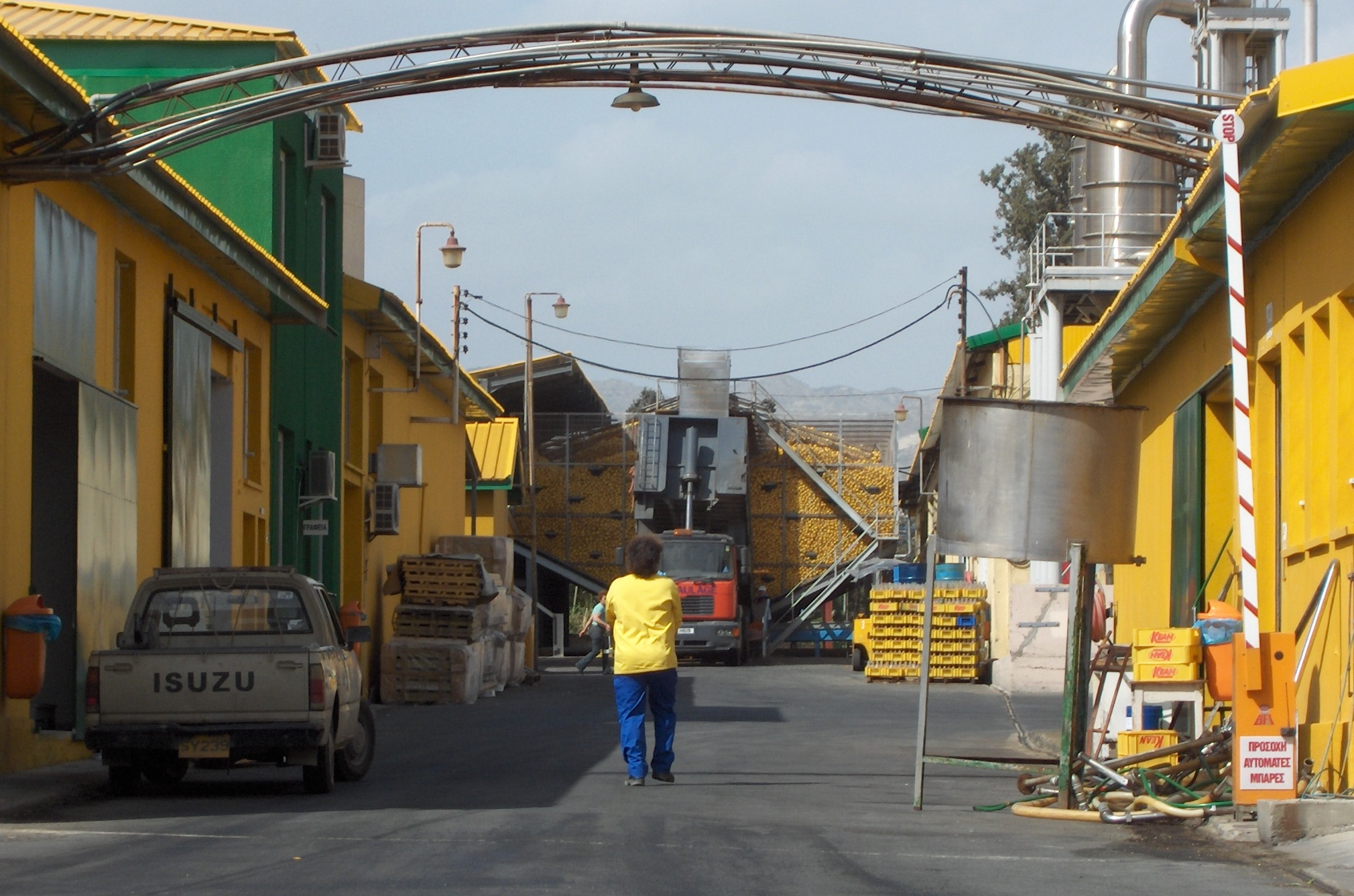
Feldolgozásra váró narancs a KEAN vállalat limassoli gyárában

A Limassolt övező területeken jelentős a mezőgazdasági tevékenység és a hozzá kapcsolódó konzervipar. Főként citrus (narancs, mandarin) ültetvényeket találhatunk a térségben. Ugyanakkor a Tróodosz-hegység lejtőin termő szőlőből jelentős mennyiségű bor is készül a városban, ahol a kisebb vállalkozások mellett több nagy borászati vállalat is működik. Több cég a nemzetközi piacon is jelen van borászati és egyéb élelmiszeripari termékeivel. (A legjelentősebbek: a KEO, a LOEL, a SODAP, a ETKO).
Limassol a körzet ipari központja is, ahol körülbelül 350 ipari létesítmény működik, kisipari műhelyektől a gyárakig.
A sziget és Limassol fejlődéséből eredő munkaerőhiányt főként ázsiai (indiai, sri lankai) illetve az uniós csatlakozást követően kelet-európai vendégmunkásokkal igyekeznek megoldani.

### Turizmus

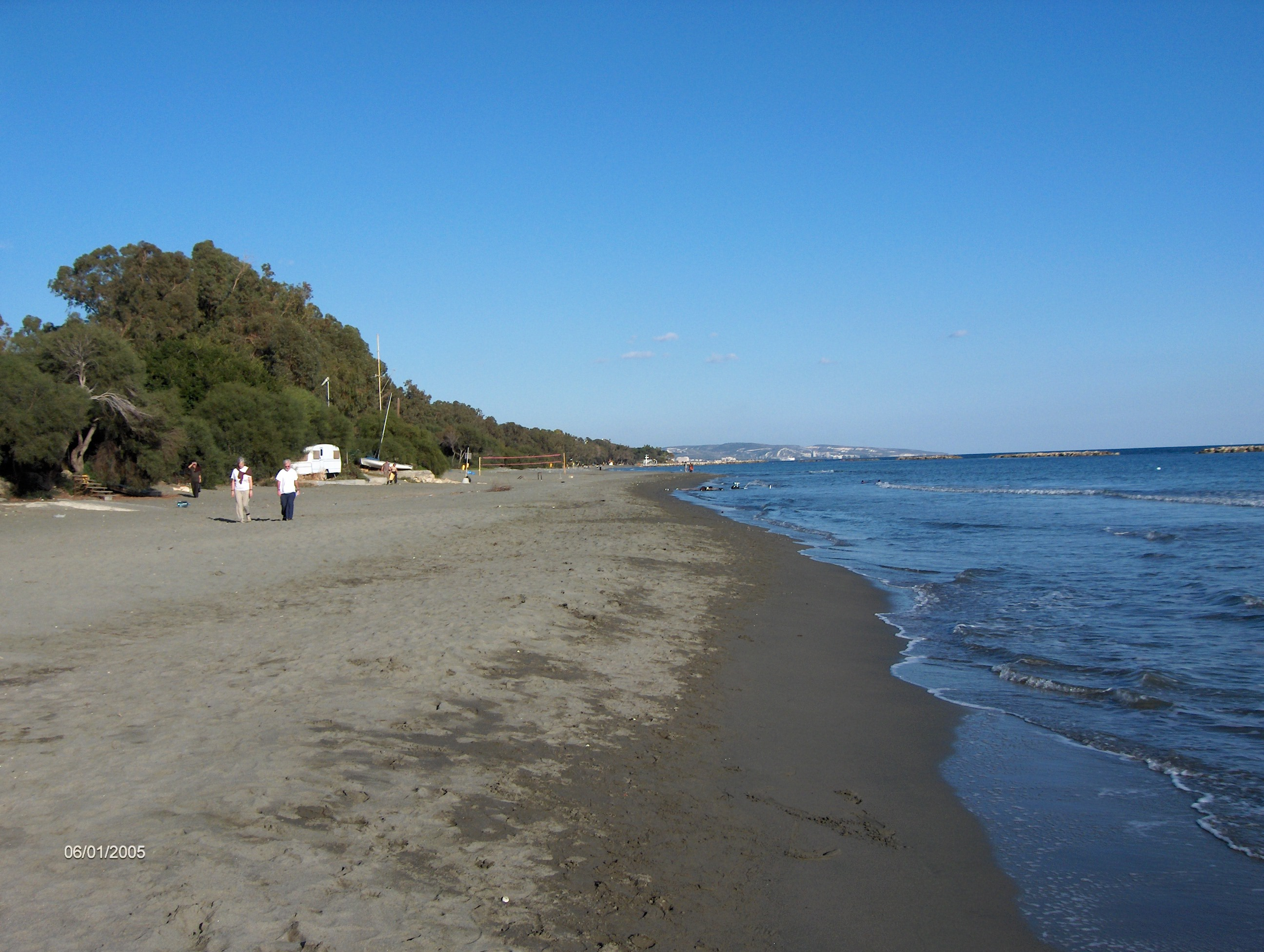
Januári nyugalom Limassol tengerpartján

A turizmus csak a '80-as éveket követően indult fellendülésnek, aminek elsőként a Görögországon keresztül érkező orosz bevándorlók, majd Ciprus 2004-es EU csatlakozása adott lökést. A sziget angol gyarmati múltja és az Akrotiri Légibázis közelsége miatt meglehetősen sok nemzetközösségi polgárt is találunk Limassol lakói között: jelentős az itt dolgozó britek száma, de a hagyományok, az angolul beszélők magas aránya és a klíma miatt a britek szívesen választják hosszabb rövidebb időre kikapcsolódás céljából is lakhelyül a várost. Ez a kevert népesség az itt dolgozó sok ezer ázsiai vendégmunkással együtt még a turisztikai holtszezonban is meglehetős sokszínűséget kölcsönöz a településnek.

Az 1974-es háborút követően Limassolba is sok ezer, északról elűzött görög cipriótát telepítettek le. A sietve felhúzott menekült lakótelepek viszonylag sok tengerparti területet foglaltak el a turizmus elől, így a város a '90-es évektől hullámtörőkkel és feltöltéssel alakít ki strandokat és intenzív turisztikai fejlesztésbe kezdett. A város egyik jellegzetessége, a központjában található, pálmafákkal szegélyezett tengerparti sétány, és hozzá kapcsolódó park, amely - Larnakához és Páfoszhoz hasonlóan - a város egyik legfrekventáltabb helye. (Maga a sétány valójában folyamatos fejlesztés alatt áll, és mára már nem csak a belvárosban, hanem több kilométer hosszan követi a part vonalát.) A helyiek számára is kedvelt találkozási pont, afféle agóra ez: gyakran látni a legkülönbözőbb korú párokat (házaspárokat, barátokat) amint nagy lendülettel vitatkozva gyalogolnak a sétányon. 

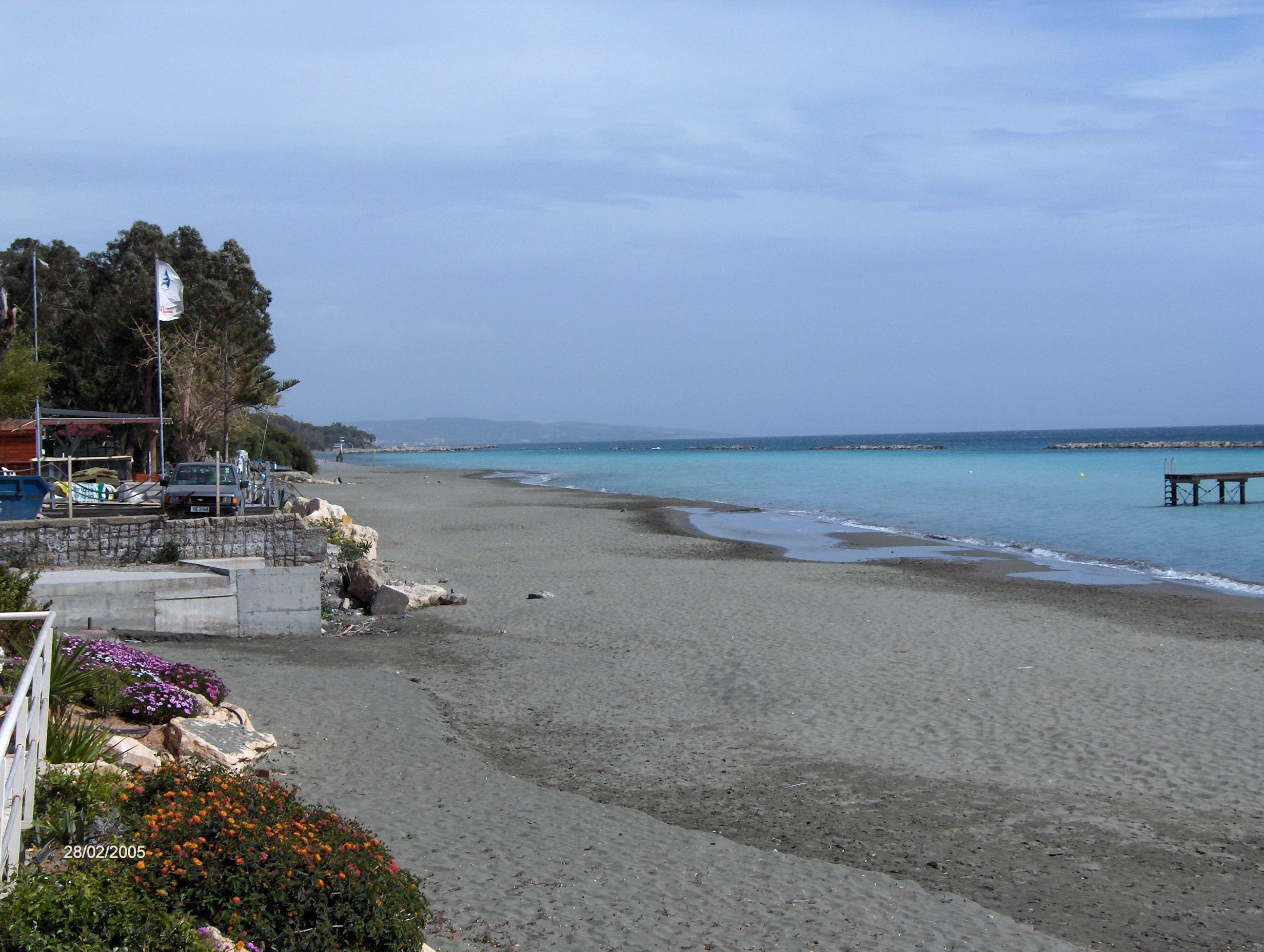
Márciusban a turisztikai szezon és a virágzás is kezdetét veszi

A 2000-es évek elejére Limassolban volt az országban a legtöbb szálláshely, de a város méretei és gazdasági fontossága miatt Limassol mégsem vált kizárólag turistaközponttá.
Az idegenforgalmi tevékenység főként a város keleti felén húzódó területre ("turist area") összpontosul. Itt találjuk a legtöbb szállodát, vagy kivehető kisebb lakást (studio) és a legtöbb szórakozóhelyet, éttermet illetve az angol mintára épült pubok túlnyomó többségét is. A tevékenységet a Ciprusi Turisztikai Hivatal (CTO) hangolja össze.
Az idegenforgalom szempontjából hasznos még, hogy Limassolból a sziget három másik nagyvárosa, Nicosia, Larnaka és Páfosz, illetve a Tróodosz-hegység könnyen megközelíthető. Ez utóbbi télen kiváló lehetőséget nyújt a téli sportok kedvelőinek: az év egy rövid szakában a turista a síelést és egy egyórás autóutat követően akár a tengerben is megfürödhet.
A város sok rendezvénnyel, fesztivállal várja a közönséget az év minden szakában. Több színháza illetve filmszínháza mellett képzőművészeti kiállítóhelyek is kínálják programjaikat. Limassol nevezetessége a tavasszal megrendezett színes utcai karnevál, illetve az évi 100 000 látogatót vonzó, őszi Ciprusi borfesztivál, amit 1961 óta minden évben megrendeznek a városban.

## Népesség
| 2011 | 235 056 |

## Közlekedés
Limassolt az ország többi nagyobb településsel jó minőségű autópálya köti össze. A városok között többé-kevésbé rendszeres buszjáratok közlekednek, de elterjedtebb az iránytaxik használata, illetve az autóbérlés.

A szigeten bal oldali közlekedés van.

## Sport
Limassol több sportegyesülettel is büszkélkedhet: a legrégibb egyesület az Árisz, az AÉL és az Apóllon pedig egyaránt meghatározó egyesületek a ciprusi sportéletben. A két klub futballcsapatai európai szinten is jegyzettek.
A várost klímája és sportélete miatt gyakran választják edzőtáborok helyszínéül, stadionja a Tsirio pedig rendszeresen ad helyt nemzetközi sporteseményeknek.

## Nevezetességei
- Óváros
- Középkori vár (vagy Citadella) és benne a Középkori Múzeum - A hagyomány szerint Oroszlánszívű Richárd és Berengária házassága ezen a helyen köttetett meg 1191-ben. Az eredeti vár építésének pontos dátuma ismeretlen, egyes források szerint Guidó jeruzsálemi király építtette 1193-ban. Az első hivatalos említése 1228-ból származik II Frigyes megjelenése kapcsán. A jelenlegi vár a 14. században épült, a korábbi vár helyén. Számos ostromot élt át, illetve 1567-ben és 1568-ban is földrengés pusztította. 1590-ben került sor az újjáépítésére, akkor nyerte el jelenlegi formáját. 1940-ig (más források szerint 1950-ig) börtönként használták.[15][16]
- Régészeti múzeum – Amathusból és Kourionból származó leleteket, illetve a város különböző korszakaiból származó tárgyi leleteket bemutató múzeum. [17]
- Öreg kikötő
- Nagy mecset (Al-Kabir Mecset, Kebir-dzsámi, vagy Kepir Mecset)[18]
- Köprülü Hacı İbrahim Ağa mecset – A mecset 2012. április 23-án gyújtogatás célpontjává vált.[19][20][21]
- Állatkert – Az EU szabványoknak megfelelően átalakították 2012-ben, közadakozásból.[22][23]

### Nevezetességek a város közelében, a Limassoli közigazgatási kerületben
- Kolossi vár – Johannita erődítmény a félszigeten, a várostól 14 km.-re nyugatra.[24]
- Limassoli sóstó (vagy más néven Akrotiri sóstó) – Az Akrotitiri félszigeten található 10,65 km²-es sóstó, körülbelül 10 000 flamingók költőhelye. A brit légibázis közelsége miatt korlátozottan látogatható.[25]

## Testvértelepülések
- Egyiptom, Alexandria
- Franciaország, Marseille
- Haifa, Izrael
- Görögország, Joánina
- Görögország, Iráklio
- Görögország, Pátra
- Görögország, Rodosz
- Görögország, Szaloniki
- Görögország, Zákinthosz
- Kína, Nanking
- Németország, Niederkassel

## Fordítás
- Ez a szócikk részben vagy egészben  a   Limassol című angol Wikipédia-szócikk ezen változatának fordításán alapul.  Az eredeti cikk szerkesztőit annak laptörténete sorolja fel. Ez a jelzés csupán a megfogalmazás eredetét és a szerzői jogokat jelzi, nem szolgál a cikkben szereplő információk forrásmegjelöléseként.